# Bruno Massot
Bruno Massot (Caen, 28 de janeiro de 1989) é um ex-patinador artístico francês naturalizado alemão, que competiu mais recentemente pela Alemanha. Na modalidade de duplas, ao lado de Aljona Savchenko foi campeão olímpico em 2018, conquistou uma medalha de ouro, uma de prata e uma de bronze em campeonatos mundiais, duas medalhas de prata em campeonatos europeus e foi campeão do campeonato nacional alemão.

## Principais resultados

### Resultados pela Alemanha

#### Com Aljona Savchenko

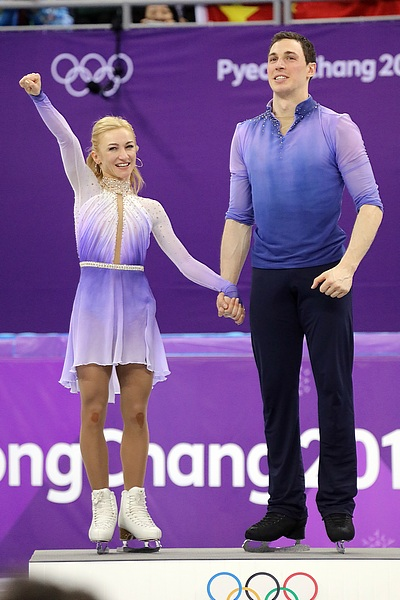
Savchenko e Massot no pódio dos Jogos Olímpicos de Inverno de 2018

| Resultados                                       | Resultados        | Resultados       | Resultados       |
| Internacional                                    | Internacional     | Internacional    | Internacional    |
| Evento/Temporada                                 | 2015– 2016        | 2016– 2017       | 2017– 2018       |
| ------------------------------------------------ | ----------------- | ---------------- | ---------------- |
| Jogos Olímpicos                                  |                   |                  | Medalha de ouro  |
| Campeonato Mundial                               | Medalha de bronze | Medalha de prata | Medalha de ouro  |
| Campeonato Europeu                               | Medalha de prata  | Medalha de prata |                  |
| GP Grand Prix Final                              |                   | WD               | Medalha de ouro  |
| GP Rostelecom Cup                                |                   | Medalha de ouro  |                  |
| GP Skate America                                 |                   |                  | Medalha de ouro  |
| GP Skate Canada International                    |                   |                  | Medalha de prata |
| GP Trophée de France                             |                   | Medalha de ouro  |                  |
| CS Nebelhorn Trophy                              |                   | Medalha de ouro  | Medalha de prata |
| CS Tallinn Trophy                                | Medalha de ouro   |                  |                  |
| CS Warsaw Cup                                    | Medalha de ouro   |                  |                  |
| Bavarian Open                                    | Medalha de ouro   |                  |                  |
| Nacional                                         |                   |                  |                  |
| Campeonato Alemão                                | Medalha de ouro   | WD               | Medalha de ouro  |
| Equipes                                          |                   |                  |                  |
| Jogos Olímpicos                                  |                   |                  | 7.º 7T/3P        |
|                                                  |                   |                  |                  |
| Legenda: GP = Grand Prix; CS = Challenger Series |                   |                  |                  |

### Resultados pela França

#### Duplas com Daria Popova
| Resultados | Resultados       | Resultados       | Resultados      |
| Internacional | Internacional    | Internacional    | Internacional   |
| Evento/Temporada | 2011– 2012       | 2012– 2013       | 2013– 2014      |
| --- | ---------------- | ---------------- | --------------- |
| Campeonato Mundial |                  |                  | 15.º            |
| Campeonato Europeu | 8.º              | 7.º              | 11.º            |
| GP Cup of China |                  |                  | 8.º             |
| GP Skate Canada International |                  | 5.º              |                 |
| GP Trophée Éric Bompard |                  | 7.º              | WD              |
| Coupe Internationale de Nice | 10.º             |                  |                 |
| International Challenge Cup |                  | 7.º              | Medalha de ouro |
| Nebelhorn Trophy |                  | 5.º              |                 |
| NRW Trophy | 4.º              |                  |                 |
| Nacional |                  |                  |                 |
| Campeonato Francês | Medalha de ouro  | Medalha de prata |                 |
| Master's | Medalha de prata | Medalha de prata | Medalha de ouro |
| Equipes |                  |                  |                 |
| Troféu Mundial por Equipes | 4.ª 4T/6P        |                  |                 |
| |                  |                  |                 |
| Legenda: GP = Grand Prix; WD = Abandonou; T = Posição da equipe; P = Posição individual; Competição não foi disputada nesta temporada |                  |                  |                 |

#### Duplas com Anne-Laure Letscher
| Resultados         | Resultados        |
| Nacional           | Nacional          |
| Evento/Temporada   | 2010– 2011        |
| ------------------ | ----------------- |
| Campeonato Francês | Medalha de bronze |
| Master's           | Medalha de bronze |
|                    |                   |

#### Duplas com Camille Foucher
| Resultados                                                                     | Resultados             | Resultados             | Resultados             | Resultados             | Resultados             | Resultados             | Resultados             | Resultados             | Resultados             | Resultados             | Resultados             | Resultados             | Resultados             |
| Internacional – Júnior                                                         | Internacional – Júnior | Internacional – Júnior | Internacional – Júnior | Internacional – Júnior | Internacional – Júnior | Internacional – Júnior | Internacional – Júnior | Internacional – Júnior | Internacional – Júnior | Internacional – Júnior | Internacional – Júnior | Internacional – Júnior | Internacional – Júnior |
| Evento/Temporada                                                               | 2007– 2008             | 2008– 2009             | 2009– 2010             |                        |                        |                        |                        |                        |                        |                        |                        |                        |                        |
| ------------------------------------------------------------------------------ | ---------------------- | ---------------------- | ---------------------- | ---------------------- | ---------------------- | ---------------------- | ---------------------- | ---------------------- | ---------------------- | ---------------------- | ---------------------- | ---------------------- | ---------------------- |
| Campeonato Mundial Júnior                                                      | 18.º                   | 14.º                   |                        |                        |                        |                        |                        |                        |                        |                        |                        |                        |                        |
| JGP JGP Reino Unido                                                            |                        | 11.º                   |                        |                        |                        |                        |                        |                        |                        |                        |                        |                        |                        |
| Nacional                                                                       |                        |                        |                        |                        |                        |                        |                        |                        |                        |                        |                        |                        |                        |
| Campeonato Francês                                                             | Medalha de bronze      | Medalha de bronze      |                        |                        |                        |                        |                        |                        |                        |                        |                        |                        |                        |
| Master's                                                                       |                        | Medalha de bronze      |                        |                        |                        |                        |                        |                        |                        |                        |                        |                        |                        |
| Master's – Júnior                                                              |                        |                        | Medalha de bronze      |                        |                        |                        |                        |                        |                        |                        |                        |                        |                        |
|                                                                                |                        |                        |                        |                        |                        |                        |                        |                        |                        |                        |                        |                        |                        |
| Legenda: JGP = Grand Prix Júnior; Competição não foi disputada nesta temporada |                        |                        |                        |                        |                        |                        |                        |                        |                        |                        |                        |                        |                        |

#### Individual masculino
| Resultados                                                                     | Resultados             | Resultados             | Resultados             | Resultados             | Resultados             | Resultados             | Resultados             | Resultados             | Resultados             | Resultados             | Resultados             | Resultados             | Resultados             |
| Internacional – Júnior                                                         | Internacional – Júnior | Internacional – Júnior | Internacional – Júnior | Internacional – Júnior | Internacional – Júnior | Internacional – Júnior | Internacional – Júnior | Internacional – Júnior | Internacional – Júnior | Internacional – Júnior | Internacional – Júnior | Internacional – Júnior | Internacional – Júnior |
| Evento/Temporada                                                               | 2005– 2006             | 2006– 2007             |                        |                        |                        |                        |                        |                        |                        |                        |                        |                        |                        |
| ------------------------------------------------------------------------------ | ---------------------- | ---------------------- | ---------------------- | ---------------------- | ---------------------- | ---------------------- | ---------------------- | ---------------------- | ---------------------- | ---------------------- | ---------------------- | ---------------------- | ---------------------- |
| JGP JGP Hungria                                                                |                        | 14.º                   |                        |                        |                        |                        |                        |                        |                        |                        |                        |                        |                        |
| JGP JGP México                                                                 |                        | 9.º                    |                        |                        |                        |                        |                        |                        |                        |                        |                        |                        |                        |
| Triglav Trophy                                                                 | 5.º                    |                        |                        |                        |                        |                        |                        |                        |                        |                        |                        |                        |                        |
| Nacional                                                                       |                        |                        |                        |                        |                        |                        |                        |                        |                        |                        |                        |                        |                        |
| Campeonato Francês                                                             |                        | 16.º                   |                        |                        |                        |                        |                        |                        |                        |                        |                        |                        |                        |
|                                                                                |                        |                        |                        |                        |                        |                        |                        |                        |                        |                        |                        |                        |                        |
| Legenda: JGP = Grand Prix Júnior; Competição não foi disputada nesta temporada |                        |                        |                        |                        |                        |                        |                        |                        |                        |                        |                        |                        |                        |